# Europees kampioenschap zaalhockey mannen 1984
Het Europees kampioenschap zaalhockey 1984 was een door de European Hockey Federation (EHF) georganiseerd kampioenschap voor zaalhockeyers. De vierde editie van het Europees kampioenschap vond plaats van 10 tot 12 februari 1984 in het Britse Edinburgh.

## Eindstand
| Plaats | Team      |
| ------ | --------- |
| Goud   | BRD       |
| Zilver | Engeland  |
| Brons  | Nederland |
| 4e     | Schotland |
| 5e     | Frankrijk |
| 6e     | Italië    |